# Boxtrolls
Boxtrolls (engelska: The Boxtrolls) är en amerikansk stop-motion-animerad dockfilm från 2014 i regi av Graham Annable och Anthony Stacchi som bygger på barnboken Here Be Monsters! av Alan Snow.

## Handling
Filmen handlar om pojken Ägg som är uppvuxen bland troll som samlar på skräp, så kallade Boxtroll. Han försöker rädda dem från skadedjursbekämparen Archibald Snatcher.

## Rollista
- Isaac Hempstead Wright – Eggs
  - Max Mitchell – Baby Eggs
- Ben Kingsley – Archibald Snatcher
- Elle Fanning – Winifred "Winnie" Portley-Rind
- Dee Bradley Baker – Fish, Wheels
- Steve Blum – Shoe och Sparky
- Toni Collette – Lady Cynthia Portley-Rind
- Jared Harris – Lord Charles Portley-Rind
- Nick Frost – Mr. Trout
- Richard Ayoade – Mr. Pickles
- Tracy Morgan – Mr. Gristle
- Simon Pegg – Herbert Trubshaw

### Svenska röster
- Melker Duberg – Ägg
- Zara Larsson – Winnie
- Claes Ljungmark – Benjamin Snattson
- Jacob Nordenson – Lord Lagerskalk
- Daniel Sjöberg – Albert
- Kim Sulocki – Herr Stolpe
- Johan Hedenberg – Herr Kvist
- Björn Bengtsson – Herr Rask
- Frej Lindqvist – Sir Langsdal
- Steve Kratz – Sir Appelqvist
- Övriga röster – Niklas Engdahl, Andreas Rothlin Svensson, Charlotte Ardai Jennefors, Bert Åke Varg, Mirja Turestedt, Leo Liberto, Nils Boyer, Alice Sjöberg Brise, Eva Brise, Robin Larsson Asp

- Regissör – Daniel Sjöberg
- Översättning – Maria Rydberg
- Producent – Niclas Ekstedt
- Svensk version producerades av Dubberman[10][11]